# Florichtchi
Florichtchi (en russe : Фроли́щи) est une commune urbaine située en Russie dans l'oblast de Nijni Novgorod. Elle appartient au raïon de Volodarsk,. Elle est connue pour son monastère de Florichtchi.

## Géographie
Florichtchi se trouve sur une hauteur à la limite des frontières administratives de l'oblast de Nijni Novgorod, de Vladimir et d'Ivanovo. Il est baigné par la rivière Loukh (affluent de la Kliazma) et entouré de forêts avec des marais et lacs à proximité : le lacs de Sankhar, Kchtchara, Ioukhor, Bolchaïa Garava, Malaïa Garava, Varekh, Outrekh, Svetlye et Elovye, le lac Velikoïe, le Svetetskoïe.

## Population
Recensements (*) et estimations de la population,:
| 1859 | 1905 | 1926* | 1959* | 1970* | 1979* | 1989* | 2002* |
| ---- | ---- | ----- | ----- | ----- | ----- | ----- | ----- |
| 200  | 80   | 236   | 2 992 | 2 951 | 2 507 | 2 046 | 1 687 |

| 2010* | 2012  | 2013  | 2014  | 2015  | 2016  | 2017  | 2018  |
| ----- | ----- | ----- | ----- | ----- | ----- | ----- | ----- |
| 1 644 | 1 622 | 1 552 | 1 509 | 1 485 | 1 464 | 1 449 | 1 422 |

| 2019  | 2020  | 2021* | 2022  | 2023  | - | - | - |
| ----- | ----- | ----- | ----- | ----- | - | - | - |
| 1 399 | 1 396 | 1 215 | 1 315 | 1 157 | - | - | - |

## Établissements sociaux
- École moyenne ;
- Jardin d'enfants no 15 ;
- Dispensaire ;
- Bibliothèque ;
- Bureau de poste ;
- Maison de la Culture « La Forêt » ;
- Musée local.

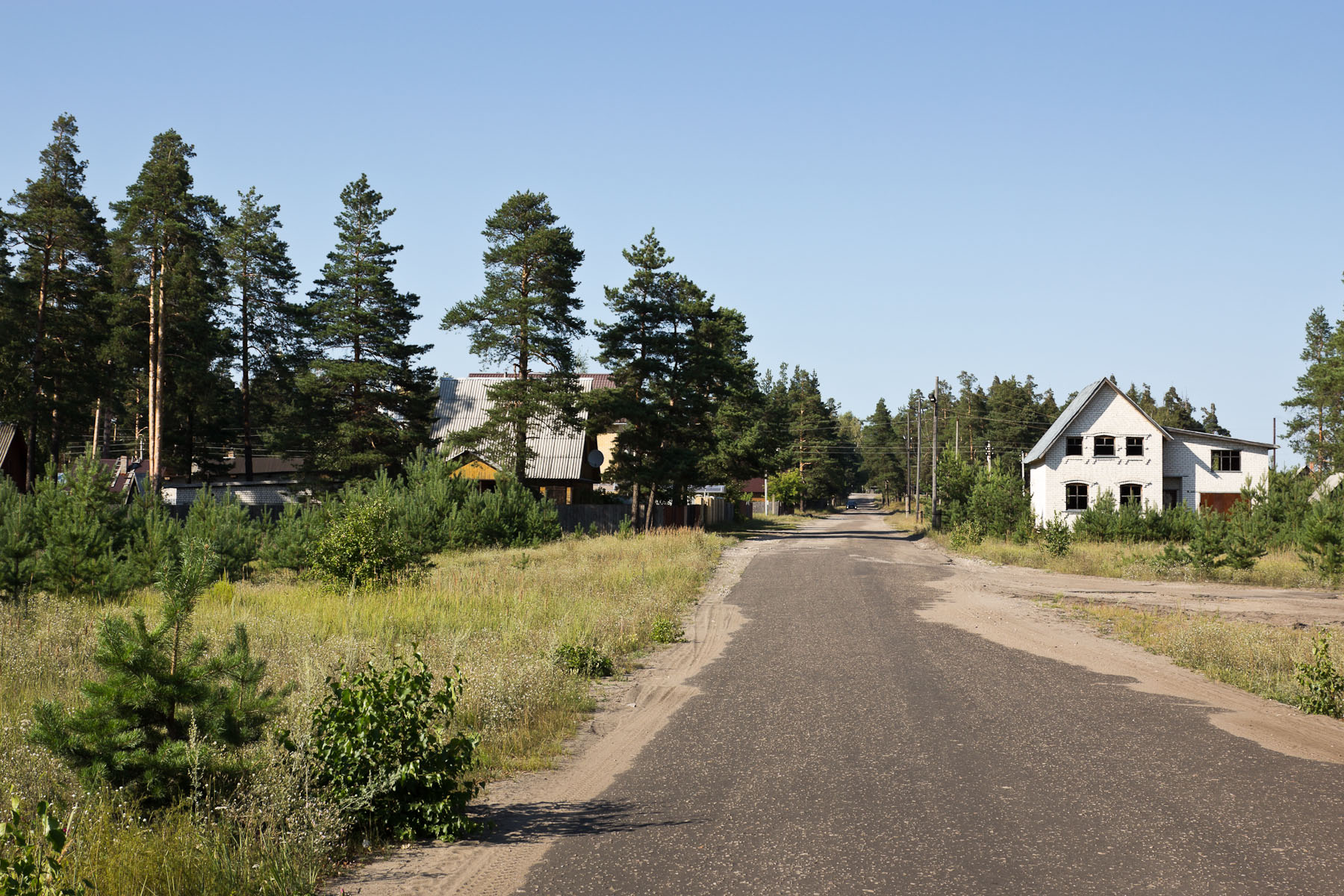
Entrée du village.
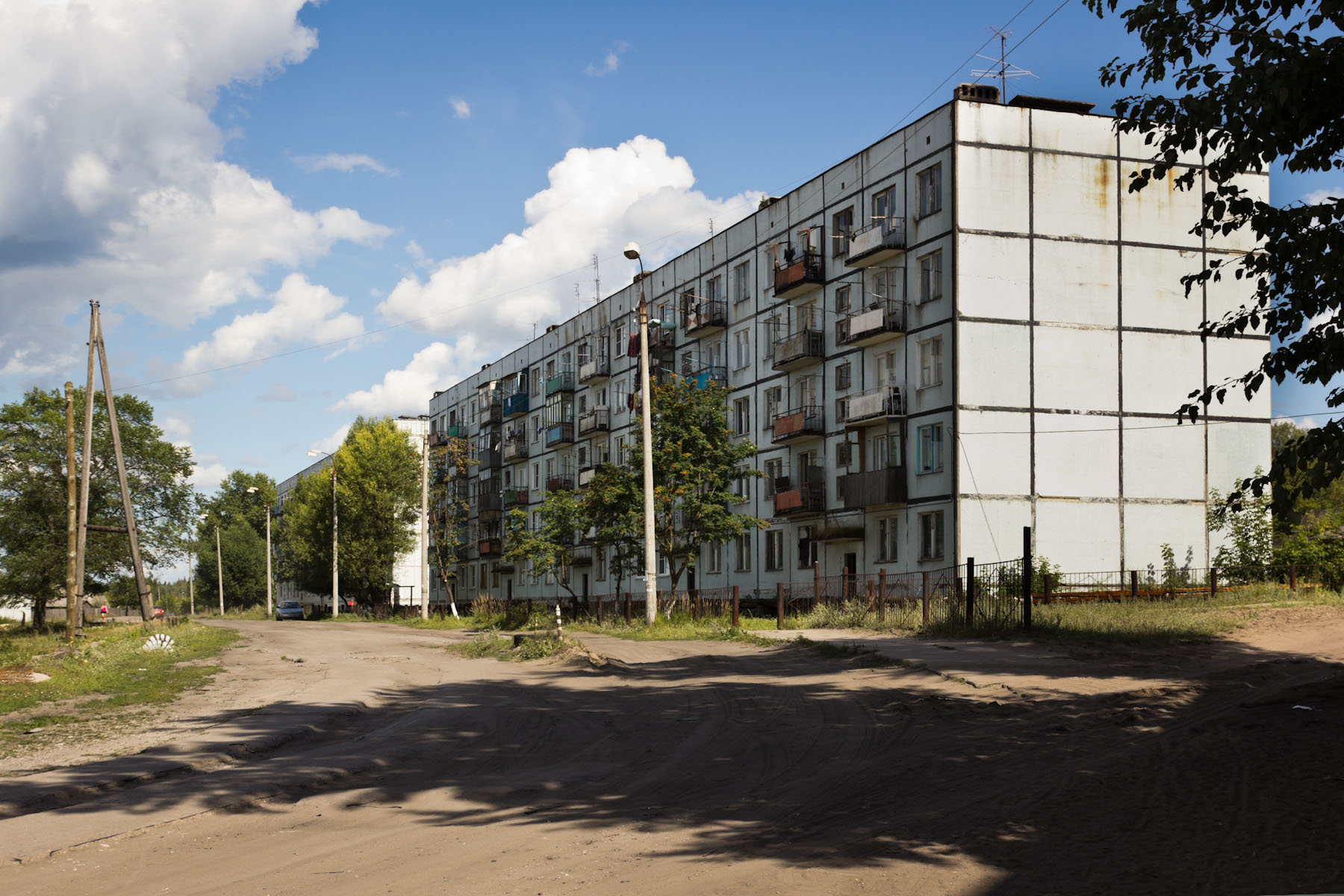
Immeubles.
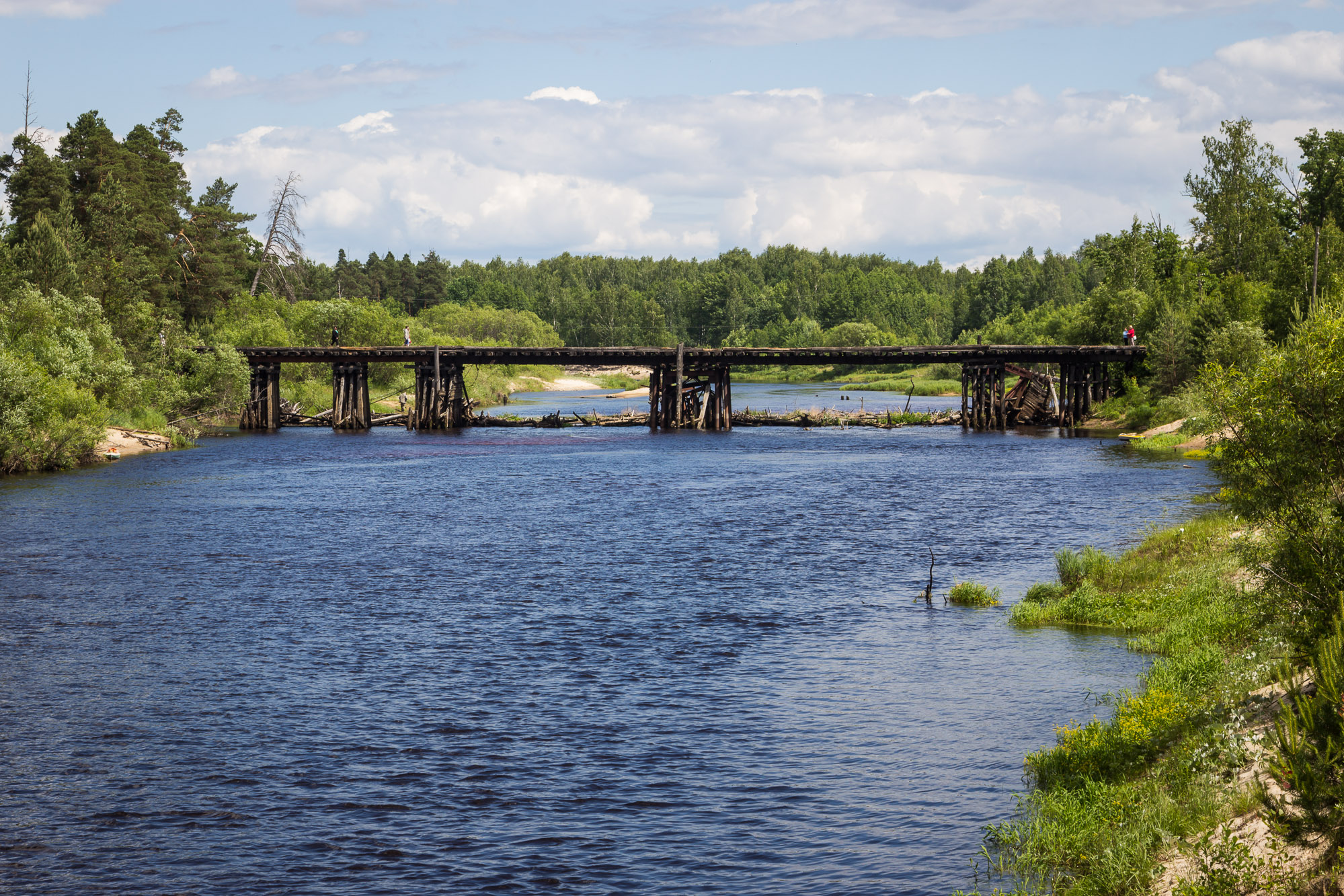
Pont de bois sur la Loukh.
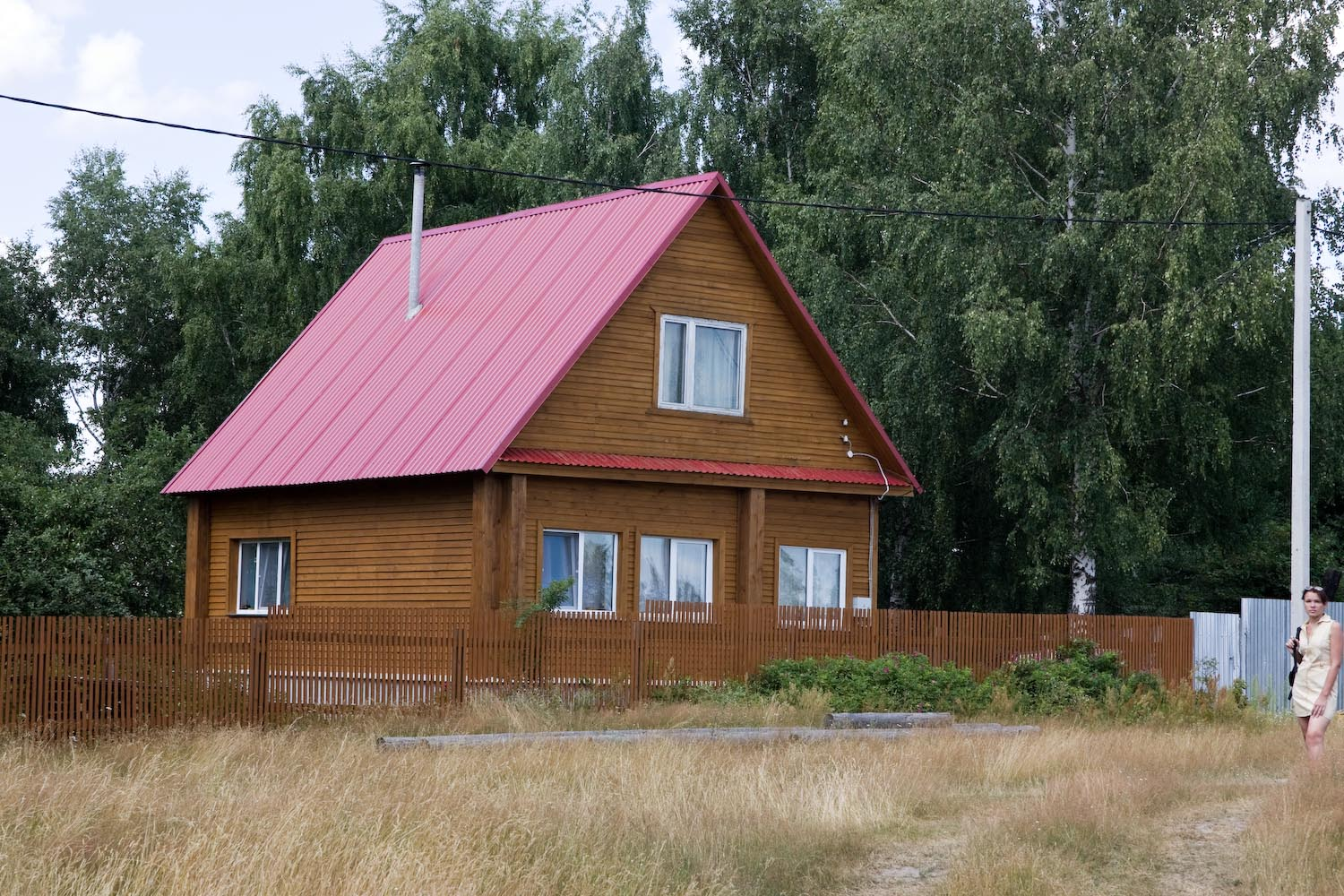
Maison de bois moderne.
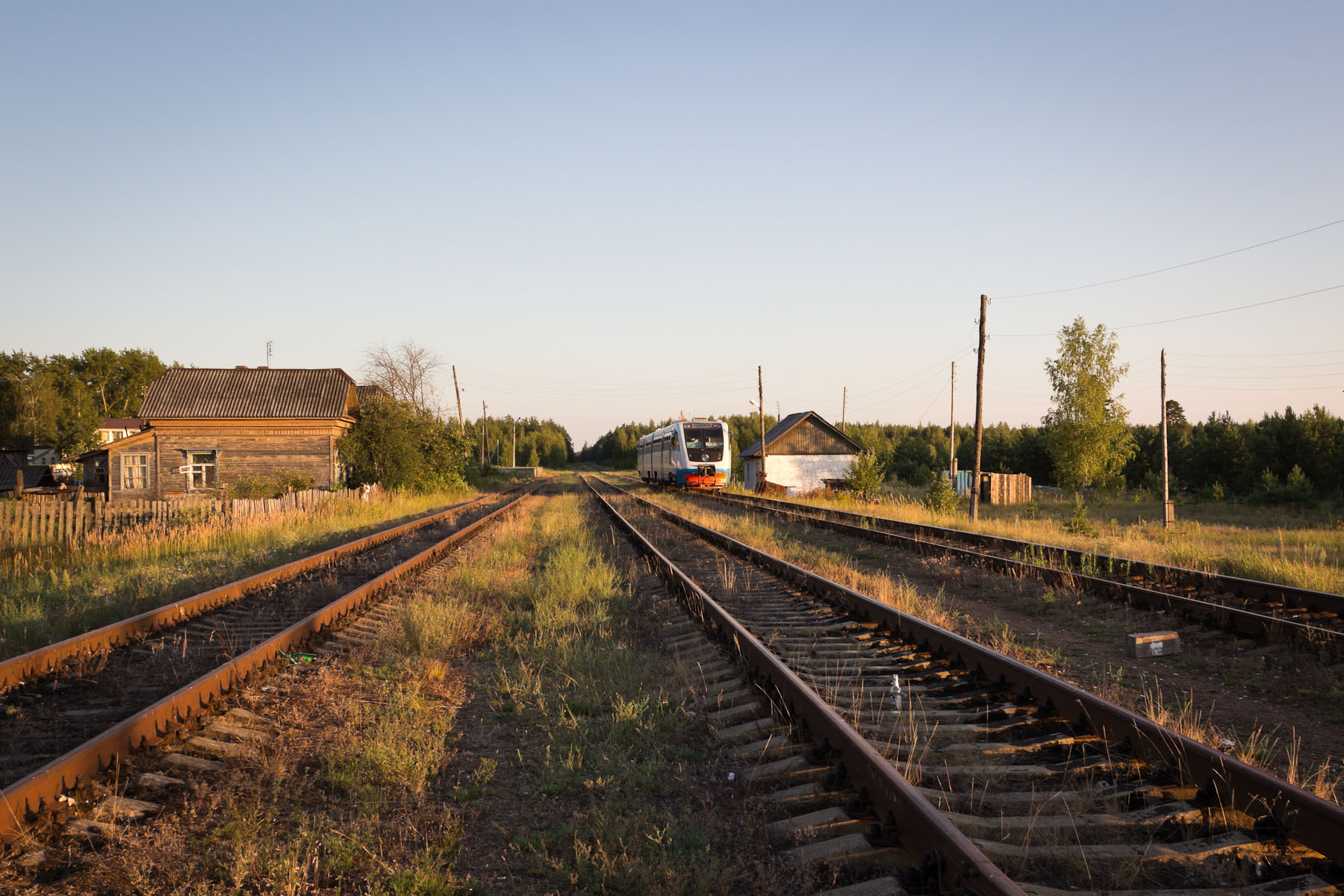
Gare de l'autobus sur rails.

## Transport
Le village est relié par des lignes d'autocars, des taxis collectifs (Djerzinsk - Ilino - Florichtchi n° 130 ; Seïma - Ilino - Florichtchi n° 108), par une ligne de rails non électrifiée Ilino-Frolichtchi qui sert à un autobus sur rails.